# Kruståtelsgräsmal
Kruståtelsgräsmal, Elachista exactella, är en fjärilsart som först beskrevs av Herrich-Schäffer 1855.  Kruståtelsgräsmal ingår i släktet Elachista, och familjen gräsmalar, Elachistidae. Arten är reproducerande i både Sverige och Finland och enligt respektive rödlista är arten livskraftig, LC, i båda länderna. Inga underarter finns listade i Catalogue of Life.

## Bildgalleri

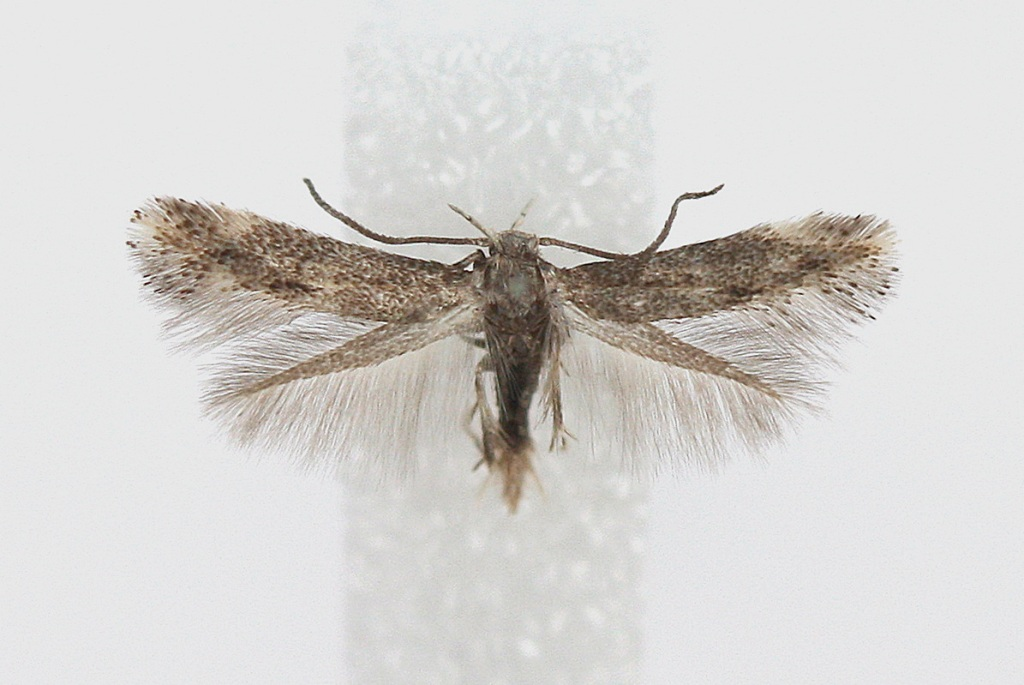
Preparerad (uppnålad) imago fjäril, hane.
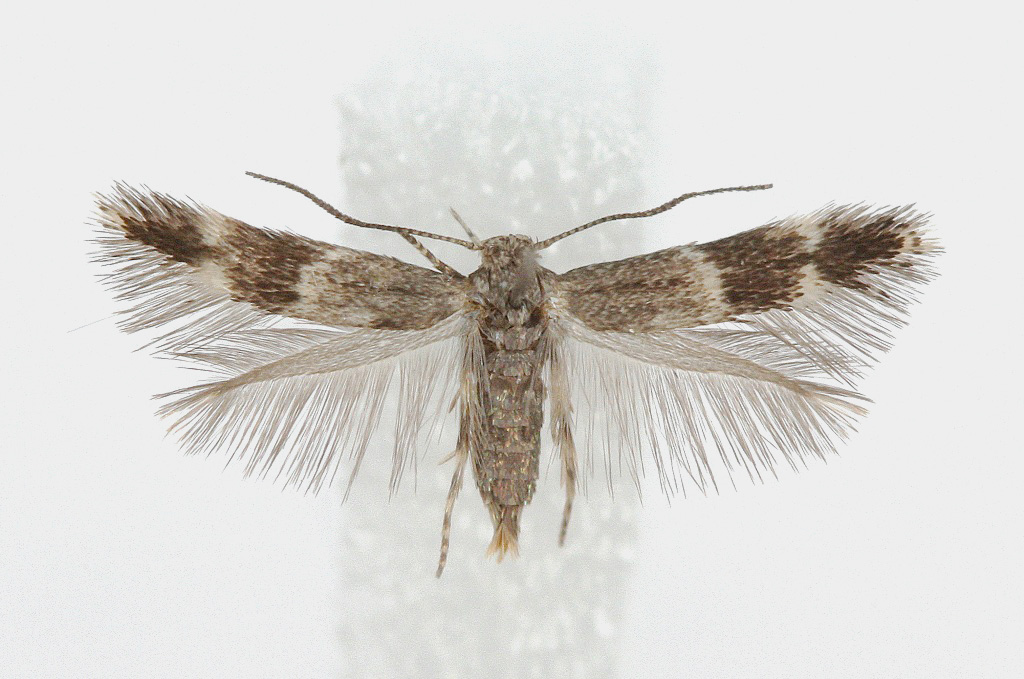
Preparerad (uppnålad) imago fjäril, hona.